# 普里亞速斯凱區

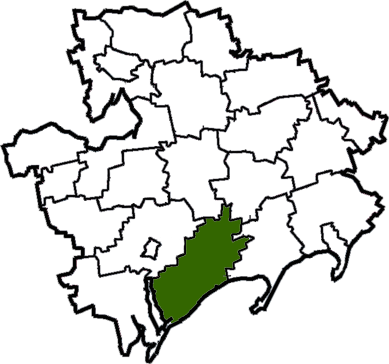
撤销前普里亞速斯凱區在扎波羅熱州的位置

普里亞速斯凱區（烏克蘭語：Приазовський район），曾是烏克蘭東南部扎波羅熱州的一個區，行政中心設於普里亞速斯凱，面積1,947平方公里，2013年人口28,545，人口密度每平方公里14.7人。
该区在2020年7月18日的乌克兰行政区划改革中被撤销，改革后扎波羅熱州下分为5个区，普里亞速斯凱區合并至梅利托波爾區。